# Tomas Brolin
Per Tomas Brolin (Hudiksvall, 29 de novembro de 1969) é um ex-futebolista sueco que jogou as Copas de 1990 e de 1994.

## Carreira em clubes
Considerado um jogador moderno e versátil, Brolin iniciou sua carreira com apenas 14 anos, em 1984, atuando pelo Näsvikens IK, que disputava a quarta divisão nacional. Em seu país, defendeu ainda o GIF Sundsvall e o IFK Norrköping, vivendo seu auge defendendo o Parma entre 1990 e 1995, conquistando uma Copa da Itália, uma Supercopa Europeia, uma Recopa Europeia (ambos em 1993) e a Copa da UEFA de 1994-95. Durante um jogo das Eliminatórias para a Eurocopa de 1996 contra a Hungria, Brolin fraturou o pé e ausentou-se dos gramados por 6 meses. Depois da lesão, a carreira do meia-atacante não foi a mesma e ele passou a ganhar peso com frequência.
Recuperado, jogou no Leeds United entre 1995 e 1997, porém desentendimentos com o técnico Howard Wilkinson e os problemas físicos minaram o espaço de Brolin no time, que chegou a listá-lo para transferência, e após ninguém se interessar, uma proposta do FC Zürich o levou para a Suíça, mas a passagem dele pela equipe durou apenas 3 partidas. O novo técnico do Leeds United, George Graham, pediu que Brolin voltasse ao clube, porém o jogador recusou. Após negociações fracassadas com a Sampdoria, Brolin voltou ao Parma por empréstimo de 6 meses.
De volta ao Leeds, o meia-atacante brigou com Graham e foi afastado do elenco. Não tendo conseguido empréstimos para Real Zaragoza e Hearts, ele assinou de graça com o Crystal Palace, porém, após 15 jogos e o rebaixamento da equipe à Segunda Divisão inglesa, terminaria dispensado.
Sem clube, Brolin voltou à Suécia para repensar a carreira, chegando a encerrá-la em agosto de 1998, com apenas 28 anos. Porém, ele voltou a jogar pelo Hudiksvalls ABK, atuando como goleiro durante 15 minutos, na partida contra o Kiruna FF. Após o jogo, encerrou definitivamente sua carreira.

## Seleção Sueca
Tendo participado da campanha sueca na Copa de 1990, quando a equipe foi eliminada ainda na primeira fase, Brolin jogou também a Eurocopa de 1992, na qual foi artilheiro, com 3 gols (empatado com Henrik Larsen, Karl-Heinz Riedle e Dennis Bergkamp). Porém, foi na Copa de 1994 que ele tornaria-se conhecido, sendo inclusive uma das grandes estrelas da competição, levando a Suécia a um honroso terceiro lugar, praticando um futebol rápido, envolvente e muito criativo. Era o jogador mais importante da seleção sueca, seguido do irreverente goleiro Thomas Ravelli, e dos bons atacantes Kennet Andersson e Martin Dahlin.
Com a lesão sofrida no jogo das Eliminatórias da Eurocopa 1996 contra a Hungria, Brolin perdeu espaço na Seleção, encerrando sua carreira internacional em 1995, com 47 partidas disputadas e 27 gols.

## Vida pessoal
Brolin tem dois filhos. Seu primeiro filho é um filho com a modelo fotográfica Susan Hardenborg, e o segundo uma filha com Chatrin Strömberg. Desde 2013, Tomas Brolin é casado com Marielle Brolin (ex-Larsson). O casamento foi realizado em Las Vegas no aniversário de América e Marielle, 4 de julho.

## Títulos
Parma:
- Taça UEFA: 1994-95
- Recopa Europeia: 1992-93
- Supercopa da UEFA:1993
- Copa da Itália: 1991–92

INDIVIDUAIS
- Melhor jogador sueco do ano: 1990 e 1994
- Bota de Ouro da UEFA: 1992
- Equipe All-Star da Copa do Mundo da FIFA: 1994
- Quarto lugar no Ballon d'Or: 1994